# Peine (distrito)
Peine é um distrito (Kreis ou Landkreis) da Alemanha localizado no estado de Baixa Saxônia.

## Cidades e municípios
|          |                                                                                       |
| Cidades  | Municípios                                                                            |
| 1. Peine | 1. Edemissen 2. Hohenhameln 3. Ilsede 4. Lahstedt 5. Lengede 6. Vechelde 7. Wendeburg |